# Zhumeria majdae
Zhumeria majdae là một loài thực vật có hoa trong họ Hoa môi. Loài này được Rech.f. & Wendelbo miêu tả khoa học đầu tiên năm 1967.